# 訓点語学会
訓点語学会（くんてんごがっかい、英語: The Society for Research in Kunten Language）は、日本の学術研究団体の一つ。

## 概要
国語学（特に国語史）の一環として、主に訓点資料（漢文の訓点本及びそれに準ずる文献等）に見られる言語と諸事象の研究推進及び発展の目的で、1953年（昭和28年）に設立された。事務局を京都大学文学部国語学国文学研究室内に置いている。

## 事業
- 研究発表会・講演会の開催、機関誌の発行など[2]。

## 機関誌

### 訓点語と訓点資料
- 誌名（和文）：訓点語と訓点資料
- 誌名（欧文）：Diacritical Language and Diacritical Materials
- 創刊年：1954
- 資料種別：ジャーナル（査読付き論文を含む）
- 使用言語：日本語のみ
- 発行形態：印刷体
- 著作権帰属先：著者
- クリエイティブコモンズ：定めていない
- 購読：無料